# Episodi di Shameless (serie televisiva 2011) (prima stagione)
La prima stagione della serie televisiva Shameless è stata trasmessa in prima visione assoluta negli Stati Uniti dal canale via cavo Showtime dal 9 gennaio al 27 marzo 2011.
In Italia la stagione è stata trasmessa in prima visione dal canale pay Mya, della piattaforma Mediaset Premium, dal 10 ottobre al 19 dicembre 2011, mentre in chiaro è stata trasmessa da La5 dal 27 maggio al 12 agosto 2013.
| nº | Titolo originale                                | Titolo italiano                                 | Prima TV USA     | Prima TV Italia  |
| -- | ----------------------------------------------- | ----------------------------------------------- | ---------------- | ---------------- |
| 1  | Pilot                                           | I Gallagher                                     | 9 gennaio 2011   | 10 ottobre 2011  |
| 2  | Frank the Plank                                 | Frank l'idiota                                  | 16 gennaio 2011  | 17 ottobre 2011  |
| 3  | Aunt Ginger                                     | Zia Ginger                                      | 23 gennaio 2011  | 24 ottobre 2011  |
| 4  | Casey Casden                                    | Casey Casden                                    | 30 gennaio 2011  | 31 ottobre 2011  |
| 5  | Three Boys                                      | Tre ragazzi                                     | 6 febbraio 2011  | 7 novembre 2011  |
| 6  | Killer Carl                                     | Carl il killer                                  | 13 febbraio 2011 | 14 novembre 2011 |
| 7  | Frank Gallagher: Loving Husband, Devoted Father | Frank Gallagher: marito amorevole, padre devoto | 20 febbraio 2011 | 21 novembre 2011 |
| 8  | It's Time to Kill the Turtle                    | È ora di uccidere la tartaruga                  | 27 febbraio 2011 | 28 novembre 2011 |
| 9  | But At Last Came a Knock                        | E alla fine qualcuno bussò                      | 6 marzo 2011     | 5 dicembre 2011  |
| 10 | Nana Gallagher Had an Affair                    | Nonna Gallagher ha avuto un amante              | 13 marzo 2011    | 12 dicembre 2011 |
| 11 | Daddyz Girl                                     | La cocca di papà                                | 20 marzo 2011    | 19 dicembre 2011 |
| 12 | Father Frank, Full of Grace                     | Padre Frank, pieno di Grazia                    | 27 marzo 2011    | 19 dicembre 2011 |

## I Gallagher
- Titolo originale: Pilot
- Diretto da: Mark Mylod
- Scritto da: Paul Abbott, John Wells

### Trama
Quando Fiona viene scippata della borsa durante una serata in discoteca con la sua amica Veronica, un affascinante sconosciuto di nome Steve corre in suo aiuto. Il giovane sembra essere benestante e a sorpresa le fa recapitare a casa una nuova lavatrice, dopo aver notato le condizioni di quella vecchia. Nonostante la forte attrazione tra loro, Fiona è riluttante a iniziare una relazione, ma quando scopre che in realtà Steve si arricchisce grazie a furti di automobili, lo sente più vicino alla condizione disagiata della sua famiglia e accetta. Intanto Philip "Lip" ha dei sospetti sulla sessualità del fratello minore Ian; decide perciò di portarlo dall'amica Karen Jackson, con cui aveva precedentemente avuto un rapporto orale mentre la stava aiutando a fare i compiti, e successivamente arriva a sorpresa al supermercato dove Ian lavora per Kash, il proprietario musulmano con cui il ragazzo ha rapporti sessuali. Lip ha la conferma così i suoi sospetti, ma dopo un iniziale turbamento, decide di accettare l'omosessualità del fratello.
- Ascolti USA: telespettatori 982.000 – share 1%[2]

## Frank l'idiota
- Titolo originale: Frank the Plank
- Diretto da: John Wells
- Scritto da: Paul Abbott, John Wells

### Trama
Frank viene colpito violentemente in pieno volto da Eddie, il padre di Karen, furioso per quanto i figli di Frank hanno fatto con sua figlia. A casa, Frank si vendica sul figlio Ian, colpendolo a sua volta in faccia. Steve, che passa gran parte del suo tempo con i Gallagher, non sopporta le violenze del padre verso i figli e, all'insaputa di tutti, lo porta in territorio canadese mentre è incosciente per l'alcol, lasciandolo su una panchina. La famiglia inizia a cercarlo ovunque e ha sue notizie solo dopo che Frank viene arrestato. Fiona si infuria con Steve per quello che ha fatto e lo manda a riprendere il padre; Steve trova il modo per fargli passare il confine senza passaporto, nascondendolo in uno scomparto segreto del camper. Al ritorno, Frank decide di lasciare la famiglia e andare a vivere da Sheila Jackson, madre di Karen, il cui marito ha lasciato la famiglia. I due hanno una discussione sulle rispettive famiglie e le differenze che corrono tra queste e, quando Frank si lamenta del fatto che essendo tanti in casa non riesce mai ad avere l'acqua calda per la doccia, Sheila gli offre il loro bagno e i vestiti del marito. Quando Frank finisce, dopo una breve conversazione sul sesso tra Sheila e il marito, lei lo incatena al letto e rivela il suo lato più perverso. Fiona si rifiuta di frequentare nuovamente Steve, anche dopo che lui le offre in regalo una monovolume per portare i fratelli a scuola.
- Ascolti USA: telespettatori 810.000 – share 1%[3]

## Zia Ginger
- Titolo originale: Aunt Ginger
- Diretto da: Stephen Hopkins
- Scritto da: Nancy M. Pimental

### Trama
Una donna dell'Ispettorato generale si presenta dai Gallagher in cerca di zia Ginger, la proprietaria della casa di cui vengono incassati gli assegni d'invalidità a Chicago. I figli di Frank sono convinti che viva in una casa di riposo nel Wisconsin, ma Frank si trova costretto a rivelare loro che la donna è morta dodici anni prima e che lui ne ha seppellito il cadavere in giardino, continuando così a incassarne gli assegni. Per evitare di essere scoperti, i Gallagher prendono di nascosto da una casa di riposo un'anziana simile alla zia e la presentano come Ginger ai servizi sociali, riuscendo così a truffarli. Nel frattempo, Ian respinge le avances della compagna di classe Mandy e la ragazza, offesa dal rifiuto, racconta ai fratelli di essere stata molestata da lui, cosa che scatena la loro ira. Ian decide di rivelare a Mandy di essere gay; la ragazza si mostra comprensiva e si offre di essere la sua finta fidanzata per evitargli problemi in futuro. Intanto Fiona, dopo aver considerato una relazione con il poliziotto Tony, da sempre infatuato di lei, decide di ritornare con Steve, molto più vicino al suo modo di vivere e pensare rispetto a Tony, casto e sempliciotto.
- Ascolti USA: telespettatori 903.000 – share 1%[4]

## Casey Casden
- Titolo originale: Casey Casden
- Diretto da: Todd Holland
- Scritto da: Cindy Caponera

### Trama
Debbie, ancora turbata dall'allontanamento della falsa zia Ginger alla quale si era affezionata, rapisce un bambino di due anni da una festa di compleanno senza che nessuno se ne accorga, per avere qualcuno con cui giocare. La famiglia Gallagher elabora un piano per restituire il bambino ai suoi genitori evitando di essere scoperti dalle pattuglie della polizia che circolano per il quartiere. Quando lei riporta Casey sano e salvo, dicendo di averlo trovato per strada, il padre del bambino le regala dei soldi per ringraziarla. Arrivati a casa, Steve porta a Debbie una bambola e a fine serata lei fa recapitare a casa una caldaia nuova, dato che quella vecchia si era rotta lasciando tutti al freddo. A casa Jackson fa ritorno Eddie, marito di Sheila, e Karen tenta di respingere sia lui che Frank, mettendoli ripetutamente in imbarazzo. Nel frattempo Kevin, compagno di Veronica e vicino dei Gallagher, per evitare le avances di una ragazza al bar dice di stare per sposarsi, ma la situazione gli sfugge di mano e la notizia fa il giro del bar, arrivando alla madre di Veronica. Kev è così costretto a chiedere a Veronica di sposarlo, sebbene in realtà sia già segretamente sposato.
- Ascolti USA: telespettatori 1.109.000 – share 1%[5]

## Tre ragazzi
- Titolo originale: Three Boys
- Diretto da: Mimi Leder
- Scritto da: Alex Borstein

### Trama
Nonostante Fiona, dopo aver scoperto che Kev è già sposato, sia quasi riuscita a far cambiare idea a Veronica instillandole il dubbio sul possibile cambiamento del rapporto perfetto che ha con Kev, e Veronica a sua volta abbia dissuaso Kev, con suo grande sollievo, i due decidono di sposarsi quando la madre di lei li informa che un'ingente quanto fantomatica eredità paterna le toccherebbe in caso di nozze. Kev è costretto a confessare di essere già sposato. L'unione sembra saltare, ma Fiona ha l'idea di un falso matrimonio. Nel frattempo a Frank viene diagnosticato un sospetto tumore ai testicoli. Le nozze sembrano essere di nuovo minacciate dalla madre di Veronica, che non essendo a conoscenza della truffa vuole un prete vero, ma Lip e Ian, con l'aiuto del piccolo Carl, inchiodano il prete pedofilo della parrocchia e lo ricattano; il pastore è obbligato ad accettare. Marty, il fratello svitato e pluripiromane di Veronica, evade di prigione per assistere alla cerimonia, peccato che la sorella sia terrorizzata al solo pensiero. Marty se ne accorge e risentito si chiude in bagno minacciando di dar fuoco alla casa. Fingendo comprensione Veronica con l'inganno riesce a snidarlo e sedarlo, legandolo al water. Il tumore di Frank è benigno e può quindi tenersi l'amato "terzo testicolo". Finalmente si può festeggiare il lieto evento all'Alibi, dove Veronica scopre che la famosa eredità ammonta a miseri 500 dollari, ma nella toilette del pub appare misteriosamente Marty, esaltato con un accendino in mano.
- Ascolti USA: telespettatori 953.000 – share 1%[6]

## Carl il killer
- Titolo originale: Killer Carl
- Diretto da: John Dahl
- Scritto da: Mike O'Malley

### Trama
Carl rischia l'espulsione da scuola dopo ripetuti atti di bullismo; potrebbe cavarsela se il padre Frank andasse quantomeno a sentire il problema all'incontro genitori-insegnanti. Ovviamente ciò non avverrà. Frank, dopo aver fatto fallire una truffa assicurativa in cui era implicato, è inseguito da due loschi individui che rivogliono 6000 dollari. Per sfuggirgli chiede a Karen, la figlia di Sheila da cui alloggia, di distrarli, ma in cambio è costretto a fingersi padre di Karen al colloquio scolastico. Lip intanto, sfruttando la propria intelligenza, guadagna qualche soldo svolgendo al posto altrui test per l'ammissione al college, ma un ispettore se ne accorge, invalida le prove e, pur lodando le sue qualità intellettive, gli intima di smetterla. Lip è costretto a richiamare tutti i "clienti" per comunicargli la brutta notizia. Fiona decide comunque di presentarsi con tutta la famiglia all'incontro per Carl, pur non essendone la tutrice legale. La situazione sembra andare verso un'inevitabile espulsione del bambino, ma irrompe Steve che entra nelle simpatie del preside, scopre che fu un hippie in gioventù e lo convince a non cacciare Carl in cambio di droga a prezzi agevolati. Frank mentre colloquia con un professore, viene beccato dai malviventi che lo pestano intimandogli di procurarsi il denaro, e successivamente da Fiona, Steve, Carl e Lip, che lo guardano con disprezzo. Uno dei "clienti" di Lip prende male la notizia e si presenta a casa Gallagher per vendicarsi. Carl salva inaspettatamente la situazione mettendo ko il ragazzo con un violentissimo colpo di mazza da baseball, rompendogli una gamba.
- Ascolti USA: telespettatori 1.005.000 – share 1%[7]

## Frank Gallagher: marito amorevole, padre devoto
- Titolo originale: Frank Gallagher: Loving Husband, Devoted Father
- Diretto da: David Nutter
- Scritto da: Etan Frankel

### Trama
Mentre è impegnato nella ricerca disperata dei 6000 dollari, Frank riceve l'idea giusta da un barbone: fingersi morto, cosicché i suoi debiti scompaiano con lui. Lip e Ian nel frattempo raggirano un camionista in panne e con l'aiuto di Kev e dei vicini gli ripuliscono completamente il camion: tutto il quartiere ha scorte di carne per mesi. Fiona e Steve passano un'indimenticabile notte in un hotel di lusso, approfittando della luna di miele già pagata di una coppia che si è lasciata all'altare. Ian, stufo delle vessazioni che lui e il suo capo e amante Kash subiscono da Mickey (uno dei fratelli di Mandy) al supermercato, va a casa del teppista per persuaderlo a smettere ma, dopo un'iniziale colluttazione, i due finiscono a letto. La moglie di Kash scopre, grazie alle telecamere di sorveglianza, gli amplessi di Ian e del marito nei corridoi del market; tenendo però alle convenzioni sociali, fa presente a Kash che non ostacolerà le sue pulsioni omosessuali in cambio di un altro figlio che rinsaldi la loro unione agli occhi delle rispettive famiglie musulmane. Frank intanto comunica l'idea della finta dipartita alla famiglia che, pur furibonda per aver scoperto che da anni lui acquista merce costosa con carte di credito vuote intestate a loro, accetta di aiutarlo a organizzare il falso funerale, che va a buon fine.
- Ascolti USA: telespettatori 1.140.000 – share 1%[8]

## È ora di uccidere la tartaruga
- Titolo originale: It's Time to Kill the Turtle
- Diretto da: Scott Frank
- Scritto da: Nathan Jackson e Nancy M. Pimental

### Trama
Frank dopo l'ennesima sbronza colossale si risveglia in ospedale, dove gli viene proposto di restare sobrio per due settimane, per una ricerca medica, in cambio di 3 000 dollari: ingolosito, accetta la sfida. Debbie si accorge che Steve riceve sospetti messaggi da una certa Candice e lo comunica a Fiona. Steve se la cava affermando che i due lavorano insieme, ma in realtà si scoprirà che Candice è la madre del giovane, che ha una famiglia abbiente ed è fidanzato, una doppia vita finora nascosta ai Gallagher. Intanto Kev e Veronica accolgono un'adolescente in affido temporaneo: con loro grande stupore la ragazzina è iper-religiosa e sembra uscita da una lontana epoca bigotta dell'Ottocento; convinta di dover sgobbare nelle faccende domestiche per purificare l'anima, viene sfruttata a mo' di schiavetta da Veronica e arriva a offrirsi a Kev poiché le è stato insegnato di mettersi a disposizione del capofamiglia, infatti appena tredicenne ha già un figlio. In Ian divampa sempre più la passione per Mickey e comincia a trascurare Kash. Nel frattempo Frank, in astinenza da alcol, cerca inutilmente di farsi distrarre da Sheila, per poi trovare il modo di passare il tempo occupandosi, ora che è lucido e attivo, di Debbie e Carl. Lip, che ci è già passato, mette in guardia i due piccoli su non affezionarsi troppo al nuovo Frank, poiché presto il padre tornerà l'ubriacone egoista di sempre e si dimenticherà di loro, facendo cioè come i due bambini -gli ricorda con una metafora Lip - che tempo addietro si erano scordati di alimentare la tartaruga che era morta. Quando Frank, ormai iperattivo e fuori controllo, comincia a trapanare con Carl le pareti di casa, Lip e Fiona, con l'inaspettato benestare di Debbie che, convinta che sia il padre e non lei la tartaruga della metafora di Lip, vuole liberarsi del nuovo Frank ora, prima di dimenticarsene in futuro, gli fanno ingurgitare a forza della vodka, facendogli perdere i soldi e il breve momento di lucidità. Lip teneramente regala una nuova tartaruga ai piccoli, cosicché Debbie non si senta colpevolizzata e impari a prendersi cura delle cose a cui tiene davvero.
- Ascolti USA: telespettatori 923.000 – share 1%[9]

## E alla fine qualcuno bussò
- Titolo originale: But At Last Came a Knock
- Diretto da: Mark Mylod
- Scritto da: Alex Borstein

### Trama
Debbie si improvvisa detective e riesce a rintracciare l'indirizzo della misteriosa Candice, la mamma di Steve. Qua si incrocia con il ragazzo, che in realtà si chiama Jimmy, che è costretto a raccontarle tutta la verità, riuscendo però a farle promettere di non dire niente alla sorella in cambio di qualche regalino e della dimostrazione di tenere veramente a Fiona: porta Debbie in una casa che sta comprando per costruire il loro nido d'amore. Kev e Veronica si preparano all'arrivo in visita del piccolo Giona, figlio di Ethel, la ragazza in affido, e si fa strada in Kev, ma non in Veronica, il desiderio di adottarli entrambi. Intanto Frank vince una causa per essersi ferito nelle porte della metro, ma per incassare la somma serve la firma congiunta dell'ex moglie Monica. Incarica pertanto Sheila di contattarla, fingendosi una centralinista, per comunicarle di aver vinto un premio di 100 dollari da ritirare in un market così da ottenere la preziosa firma. Ma il piano naufraga quando Monica si presenta al negozio con la sua compagna Roberta, una tosta camionista. Temendo che si accorgano dell'inganno, Frank e Kev, che lo ha accompagnato, fuggono ma vengono scoperti e inseguiti dal tir delle due donne, quindi si rifugiano da Sheila. Frank è costretto a confessare il suo piano e fra accuse reciproche alla presenza dei Gallagher sopraggiunti avendo saputo del ritorno della madre, Monica dichiara di volersi riprendere il piccolo Liam, convinta di poter recuperare il rapporto materno almeno con lui e con i Gallagher più giovani. Trova la rabbiosa opposizione di Fiona, che rivendica con orgoglio di aver mandato avanti con successo la famiglia al suo posto, ma dopo aver capito che Carl e Debbie, la quale teme Fiona l'abbandoni per andare a vivere con Steve, vogliono fidarsi delle buone intenzioni della madre ritrovata, sconvolta esce di scena e le affida tutta la famiglia, pur sapendo quanto Monica sia inaffidabile. Combattuta fra il senso del dovere e la voglia di vivere davvero la sua giovinezza, viene trovata da Steve mentre cammina senza meta sotto la neve, allora gli chiede di vedere la casa che sta comprando per loro. Nel mentre Kash scopre Ian e Mickey intenti in un amplesso nel magazzino, e successivamente, accecato dalla gelosia, spara al teppista dopo l'ennesimo furto.
- Ascolti USA: telespettatori 1.139.000 – share 1%[10]

## Nonna Gallagher ha avuto un amante
- Titolo originale: Nana Gallagher Had an Affair
- Diretto da: Adam Bernstein
- Scritto da: Cindy Caponera

### Trama
Monica si stabilisce a casa Gallagher e prova a fare la madre con risultati pessimi; i piccoli sono guidati a distanza da Fiona, che ora vive nella casa accanto con Steve. Frank è pronto a firmare l'accordo di rinuncia alla patria potestà che consentirà a Monica di portarsi via Liam in cambio della firma dell'ex moglie sull'assegno di risarcimento per la sua causa vinta, e perciò intima ringhiando a Fiona di non intralciare la partenza di Liam. Ma le cose cambiano allorché Monica e Roberta scoprono che Liam è realmente figlio di Frank; si presuppone perciò che nonna Gallagher abbia trasmesso tratti afro al figlio a causa di un amante di colore tenuto segreto. Le due donne cercano di tenere la cosa nascosta a Frank, che però viene informato da Lip che ha scoperto la verità. Il capofamiglia, totalmente insensibile alla cosa, sembra disposto per soldi a rinunciare lo stesso alla patria potestà e viene preso a pugni da Lip. Intanto Karen, la pseudo-ragazza di Lip, pur di avere a disposizione l'auto di famiglia, accetta di andare col padre Eddie a una serata religiosa sull'importanza della castità adolescenziale, dove mette in imbarazzo il genitore confessando alcune sue variegate esperienze, suscitando l'ira di Eddie che l'apostrofa volgarmente davanti a tutti. La ragazza torna a casa piangente e umiliata nel profondo e Sheila, nello sbattere fuori nuovamente il marito per difendere la figlia, senza accorgersene esce di casa, guarendo così della sua agorafobia. Nel frattempo a casa Gallagher si svolge la riunione di famiglia finale, dove Lip comunica che dal test del DNA è emerso che, a differenza di Liam e tutti loro, Ian non è figlio di Frank e Monica, ma di quest'ultima con un fratello di lui. Fiona si appella all'ultimo briciolo d'affetto della madre per i suoi figli, intimandole di rinunciare a Liam prima di rovinare la vita anche a lui e Monica sorprendentemente accetta, ripartendo con Roberta. Durante i titoli di coda, si vede Frank che, dopo aver ingaggiato una prostituta asiatica per spacciarla per Monica, tenta di ritirare l'assegno, ma viene scoperto.  
- Ascolti USA: telespettatori 1.124.000 – share 1%[11]

## La cocca di papà
- Titolo originale: Daddyz Girl
- Diretto da: Sanaa Hamri
- Scritto da: Nancy M. Pimental

### Trama
Fiona cede alle suppliche di Debbie e accetta di andare al posto di Monica, uscita di scena, all'incontro con le mamme dei suoi compagni di scuola. Qui conosce Jasmine che, presumibilmente attratta da lei, la ricopre di cortesie e gentilezze, arrivando perfino a offrirle un lavoro nell'ufficio del marito. Intanto Frank scopre con sconcerto che gli è stata revocata (giustamente) la pensione d'invalidità e va in cerca di una nuova occupazione pericolosa per inscenare un nuovo incidente lavorativo. Pur provando diversi mestieri non riesce nel suo intento ed è "costretto" a piantarsi volontariamente un chiodo nella mano per raggiungere il suo scopo. Lip e Ian fanno visita in carcere alla turbolenta nonna Gallagher per scoprire i possibili padri del secondo; dopo aver scartato un violento quasi gemello di Frank, che li caccia in malo modo, giungono a casa della seconda persona indicata dalla nonna e l'incredibile somiglianza fra l'uomo e Ian lascia presupporre che i due ragazzi abbiano fatto centro. Ma sul più bello il ragazzo, che ormai si sente parte dei Gallagher e non vuole rovinare la vita al nuovo presunto padre, fugge dall'abitazione, ignorando i consigli di Lip, che lo invitava a sfruttare la situazione. Il poliziotto Tony, invaghito di Fiona, cerca di cogliere in fallo Steve, che sospetta svolga attività illecite. Lo stana infatti mentre ruba una 911 e, dopo averlo intimorito e pestato, gli consiglia caldamente di sparire dalla circolazione, se vuole evitare il carcere. Steve sembra accettare, finché Tony non vede sfrecciargli accanto una Cayenne, rubata dal ragazzo di Fiona nei giorni precedenti. L'agente, deciso ormai a incriminarlo, la insegue ma, fermata la vettura a un posto di blocco, scopre sgomento che a guidarla sono Lip e Ian. Nel frattempo Karen, decisa a umiliare a sua volta il padre, si riprende con la webcam mentre ha un rapporto sessuale con Frank, che subisce passivamente, ma non fa nulla per sottrarsi.
- Ascolti USA: telespettatori 1.101.000 – share 1%[12]

## Padre Frank, pieno di Grazia
- Titolo originale: Father Frank, Full of Grace
- Diretto da: Mark Mylod
- Scritto da: John Wells

### Trama
Lip, che non comprometterà Steve, si addossa ogni colpa del furto, scagionando anche Ian, ma ora rischia 5 anni di galera. Tony però, dopo aver convinto Steve ad andarsene per evitare il carcere, cerca di entrare definitivamente nelle grazie di Fiona ottenendo dal suo capo la scarcerazione dei due fratelli in cambio di biglietti gratis per tutto l'anno allo stadio. Nel mentre Frank prova a convincere Karen a insabbiare il loro amplesso proibito, ma la ragazza diffonde il video a tutti i suoi contatti compreso il padre, e in preda ai sensi di colpa lascia Lip che si stava innamorando di lei. Il genitore furibondo cerca di fare la pelle a Frank, ma dopo averlo perso di vista, umiliato e sconvolto poiché tutti hanno visto che figlia degenere ha cresciuto, si suicida gettandosi in un lago ghiacciato. Anche Lip viene a conoscenza del video e riesce nell'impresa fallita dal padre di Karen: stana Frank e dopo aver cercato d'investirlo con l'ennesima auto rubata, lo massacra di botte. In seguito però il ragazzo perdona sia la giovane, capendo che anche lei non ha avuto buoni genitori, sia il padre, che è stato "vittima" di una situazione non del tutto imputabile a lui, ma non prima di avergli urinato in faccia dalla finestra. Debbie, ora che Steve potrebbe non tornare più, si convince a confessare alla sorella la doppia vita del ragazzo, ma per un'incomprensione pensa che Fiona ne sia già al corrente e il discorso viene chiuso. Ed ecco che Steve, ormai in fuga dalla legge, riappare a Fiona e le propone di scappare con lui in Costa Rica. La giovane, ormai innamorata, tentenna combattuta nel solito dilemma, se vivere la propria vita o occuparsi della famiglia. Al momento di prendere il treno per l'aeroporto Fiona non ci salirà: troppo grande il suo cuore e l'amore per la famiglia. Tornando indietro accetta il lavoro in ufficio dalla nuova amica Jasmine, mentre Steve/Jimmy parte da solo.
- Ascolti USA: telespettatori 1.157.000 – share 1%[13]